# مينرال سبرينغز (كارولاينا الشمالية)
مينرال سبرينغز (بالإنجليزية: Mineral Springs, North Carolina)‏ هي معلم جغرافي تقع في الولايات المتحدة في مقاطعة يونيون، كارولاينا الشمالية. يقدر عدد سكانها بـ 2,639 نسمة ومساحتها 19.6 كم2 و وترتفع عن سطح البحر 195 متر.

## التركيبة السكانية
حدّد مكتب تعداد الولايات المتحدة بيانات التركيبة السكانية لمينرال سبرينغز في تعداد الولايات المتحدة. في ما يلي، التركيبة السكانية حسب تعدادي 2000 و2010.

### تعداد عام 2000
بلغ عدد سكان مينرال سبرينغز 1,370 نسمة بحسب تعداد عام 2000، وبلغ عدد الأسر 475 أسرة وعدد العائلات 387 عائلة مقيمة في البلدة. في حين سجلت الكثافة السكانية 63.9 نسمة لكل كيلومتر مربع (165.5/ميل2). وبلغ عدد الوحدات السكنية 491 وحدة بمتوسط كثافة قدره 22.9 لكل كيلومتر مربع (59.3/ميل2).
وتوزع التركيب العرقي للبلدة بنسبة 79.93% من البيض و17.88% من الأمريكيين الأفارقة و0.15% من الأمريكيين الأصليين و0.22% من الأمريكيين ذوي الأصول الآسيوية و0.88% من الأعراق الأخرى و0.95% من عرقين مختلطين أو أكثر و1.90% من الهسبانيون أو اللاتينيون من أي عرق.
بلغ عدد الأسر 475 أسرة كانت نسبة 44% منها لديها أطفال تحت سن الثامنة عشر تعيش معهم، وبلغت نسبة الأزواج القاطنين مع بعضهم البعض 69.9% من أصل المجموع الكلي للأسر، ونسبة 8.6% من الأسر كان لديها معيلات من الإناث دون وجود شريك،  بينما كانت نسبة 2.9% من الأسر لديها معيلون من الذكور دون وجود شريكة وكانت نسبة 18.5% من غير العائلات. تألفت نسبة 14.9% من أصل جميع الأسر من عدة أفراد يعيشون في نفس المنزل ونسبة 5.1% كانت تتألف من شخص يعيش بمفرده يبلغ من العمر 65 عاماً أو أكثر. وبلغ متوسط حجم الأسرة المعيشية 2.88، أما متوسط حجم العائلات فبلغ 3.20.
بلغ العمر الوسطي للسكان 35.6 عاماً. وكانت نسبة 28.3% من القاطنين تحت سن الثامنة عشر، وكانت نسبة 7.2% بين الثامنة عشر والرابعة والعشرين عاماً، ونسبة 32.2% كانت واقعةً في الفئة العمرية ما بين الخامسة والعشرين والرابعة والأربعين عاماً، ونسبة 23.6% كانت ما بين الخامسة والأربعين والرابعة والستين، ونسبة 8.7% كانت ضمن فئة الخامسة والستين عاماً فما فوق. يوجد لكل 100 أنثى 98.6 ذكر، ويوجد لكل 100 أنثى في الثامنة عشر من عمرها فما فوق 96.0 ذكر.
بلغ متوسط دخل الأسرة في البلدة 41,932 دولارًا، أما متوسط دخل العائلة فبلغ 44,531 دولارًا. وكان متوسط دخل الذكور 31,581 دولارًا مقابل 24,926 دولارًا للإناث. وسجل دخل الفرد الخاص بالبلدة 17,896 دولارًا. وكانت نسبة 3.9% من العائلات ونسبة 4.4% من السكان تحت خط الفقر، وكان من هؤلاء نسبة 4.3% تحت سن الثامنة عشر ونسبة 11.1% في الخامسة والستين من العمر وما فوق.

### تعداد عام 2010
بلغ عدد سكان مينرال سبرينغز 2,639 نسمة بحسب تعداد عام 2010، وبلغ عدد الأسر 950 أسرة وعدد العائلات 739 عائلة مقيمة في البلدة. في حين سجلت الكثافة السكانية 123.1 نسمة لكل كيلومتر مربع (318.8/ميل2). وبلغ عدد الوحدات السكنية 1,028 وحدة بمتوسط كثافة قدره 47.9 لكل كيلومتر مربع (124.1/ميل2).
وتوزع التركيب العرقي للبلدة بنسبة 81.92% من البيض و13.87% من الأمريكيين الأفارقة و0.45% من الأمريكيين الأصليين و0.53% من الأمريكيين ذوي الأصول الآسيوية و1.63% من الأعراق الأخرى و1.59% من عرقين مختلطين أو أكثر و4.59% من الهسبانيون أو اللاتينيون من أي عرق.
بلغ عدد الأسر 950 أسرة كانت نسبة 37.8% منها لديها أطفال تحت سن الثامنة عشر تعيش معهم، وبلغت نسبة الأزواج القاطنين مع بعضهم البعض 63.4% من أصل المجموع الكلي للأسر، ونسبة 10.5% من الأسر كان لديها معيلات من الإناث دون وجود شريك،  بينما كانت نسبة 3.9% من الأسر لديها معيلون من الذكور دون وجود شريكة وكانت نسبة 22.2% من غير العائلات. تألفت نسبة 16.8% من أصل جميع الأسر من عدة أفراد يعيشون في نفس المنزل ونسبة 5.2% كانت تتألف من شخص يعيش بمفرده يبلغ من العمر 65 عاماً أو أكثر. وبلغ متوسط حجم الأسرة المعيشية 2.78، أما متوسط حجم العائلات فبلغ 3.15.
بلغ العمر الوسطي للسكان 41.7 عاماً. وكانت نسبة 24.9% من القاطنين تحت سن الثامنة عشر، وكانت نسبة 6.9% بين الثامنة عشر والرابعة والعشرين عاماً، ونسبة 24.8% كانت واقعةً في الفئة العمرية ما بين الخامسة والعشرين والرابعة والأربعين عاماً، ونسبة 32.2% كانت ما بين الخامسة والأربعين والرابعة والستين، ونسبة 11.3% كانت ضمن فئة الخامسة والستين عاماً فما فوق. وتوزع التركيب الجنسي للسكان بنسبة 49.5% ذكور و50.5% إناث.